# ویکتور گریشین

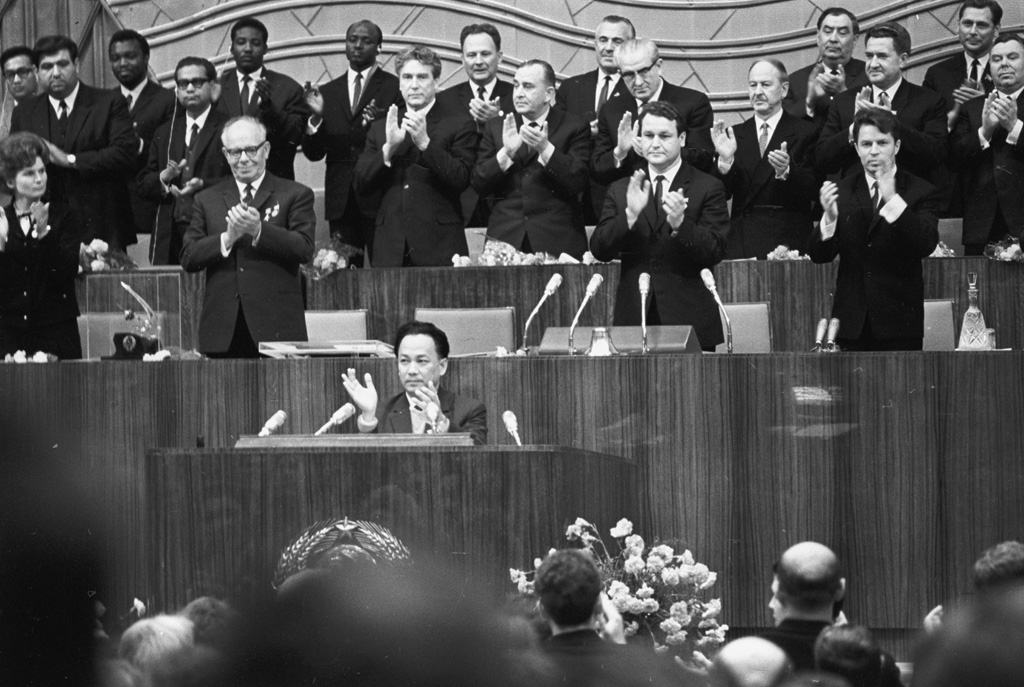
«پلنوم کمیته مرکزی جوانان کارگر ویتنام به مناسبت پنجاهمین سالگرد کومسومول لنینیستی». جلسه عمومی کمیته مرکزی جوانان کارگر ویتنام به مناسبت پنجاهمین سالگرد کومسومول لنینیستی (YCL). وو کوانگ، دبیر اول اتحادیه جوانان کارگر ویتنام، از تریبون سخنرانی می‌کند. کاخ کنگره‌های کرملین، مسکو.

ویکتور واسیلویچ گریشین (به روسی: Ви́ктор Васи́льевич Гри́шин) زادهٔ ۱۸ سپتامبر ۱۹۱۴ – درگذشته ۲۵ مه ۱۹۹۲) کمونیست اهل اتحاد شوروی و عضو دفتر سیاسی حزب کمونیست اتحاد شوروی بود.
او بخاطر موضع تندروی خود در مورد موضوعات مختلف معروف بود و از ۱۹۶۷ تا ۱۹۸۵ رهبر اصلی حزب کمونیست در شهر مسکو بود.
گریشنین با کنستانتین چرننکو شدیداً مخالف بود و او را در حالی که تا سر حد مرگ بیمار بود در اوایل ۱۹۸۵ به انتخابات کشاند. گریشین در سال ۱۹۸۵ در انتخابات دبیری کل شکست خورد با این حال از حامیان نه چندان گرم میخائیل گورباچف (حریف پیروز او در انتخابات) شد. جالب بود که گورباچف در همان سال گریشین را برکنار کرد.
گریشین در مصاحبه با روزنامهٔ محافظه کار روسی «مولودایا گواردیا» در ۱۹۹۱ ادعا کرد که تنها به این علت در آن انتخابات حیاتی شکست خورده‌است که «رهبران جوان‌تر حزب همچون یگور لیگاچف از گورباچف حمایت کردند چون می‌ترسیدند اگر من رئیس شوم آن‌ها پست‌هایشان را از دست بدهند.»
ویکتور گریشین در ۲۵ مه ۱۹۹۲ در سن ۷۷ سالگی بر اثر سکته قلبی درگذشت.